# Carinish School

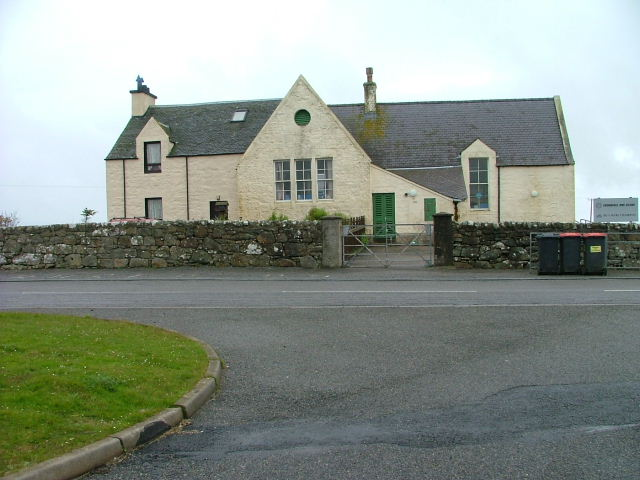
Carinish School

Die Carinish School ist eine ehemalige Schule auf der schottischen Hebrideninsel North Uist. 1985 wurde das Schulgebäude in die schottischen Denkmallisten in der Kategorie B aufgenommen.

## Geschichte
Das Schulgebäude wurde um 1875 errichtet. Für den Entwurf zeichnet der in Inverness ansässige schottische Architekt Alexander Ross verantwortlich. Das Gebäude ist für 80 Schüler konzipiert. 1880 waren 53 Plätze belegt. Das Gebäude der zwischenzeitlich aufgelassenen Schule ging 2019 an den Comann Eachdraidh Uibhist a Tuath (CEUT) über. Dieser verfolgt das Ziel der Einrichtung eines lokalgeschichtlichen Archivs.

## Beschreibung
Die Carinish School steht am Nordrand des Weilers Carinish abseits der A865 gegenüber des Westufers des kleinen Lochan Airigh nic Dhomhnuill h-Earaich. Der Komplex besteht aus dem Schultrakt und der angeschlossenen Lehrerwohnung. Etwa mittig tritt ein kurzer Kreuzgiebel aus der Fassade heraus. In diesen sind ein Drillingsfenster und im Giebel ein Oculus eingelassen. Rechts durchbricht ein hohes Fenster als Lukarne die Traufe. Im Innenwinkel setzt sich ein flacher Vorbau fort, dessen Dach von den Satteldächern des Haupttraktes und des Kreuzgiebels fortgeschleppt ist. In den Nordgiebel ist ein Zwillingsfenster eingelassen. Die sich links anschließende Lehrerwohnung ist mit länglichen Fensteröffnung und Lukarne ausgeführt. Zwei Kamine ragen von den Schieferdächern auf. Beide sind firstständig, der an der Lehrerwohnung giebelständig. Das Feldsteinmauerwerk ist gekalkt. Rückwärtig schließen sich moderne Anbauten an.